# Resolução 22 do Conselho de Segurança das Nações Unidas
Resolução 22 do Conselho de Segurança das Nações Unidas, aprovada em 9 de abril de 1947, recomendou que o Reino Unido e a Albânia levassem a disputa envolvendo o naufrágio de dois navios britânicos por minas no Estreito de Corfu em 22 de outubro de 1946 ao Tribunal Internacional de Justiça.
Foi aprovada por 8 votos, com as abstenções da Polônia e União Soviética. O Reino Unido não participou na votação.